# Musculus protergo-trochanteralis
Musculus protergo-trochanteralis, mięsień Ipcm9 – mięsień występujący w tułowiu Paleoptera.
Mięsień należący do grupy „mięśni pleurokoksalnych” (ang. pleuro-coxal muscles), opisany dla ważek różnoskrzydłych. Wychodzi on z bocznej części pierwszego tergitu, w pobliżu pleura. Jego koniec przyczepia się do ścięgna krętarza, do którego przyczepiają się również mięśnie: musculus propleuro-trochanteralis i musculus profurca-trochanteralis. U rodzaju Epiophlebia początkowy punkt przyczepu znajduje się na środkowym płatku pierwszego tergitu.
Mięsień ten nie posiada homologicznych odpowiedników u Neoptera i możliwe że występuje wyłącznie u ważek. Mimo początkowego punktu na tergicie, zaliczany jest do mięśni pleuralnych ze względu na jego umiejscowienie odpowiadające mięśniom IIpcm5 i IIIpcm5, których z kolei brak u ważek.